# Ferdinand Christian Baur

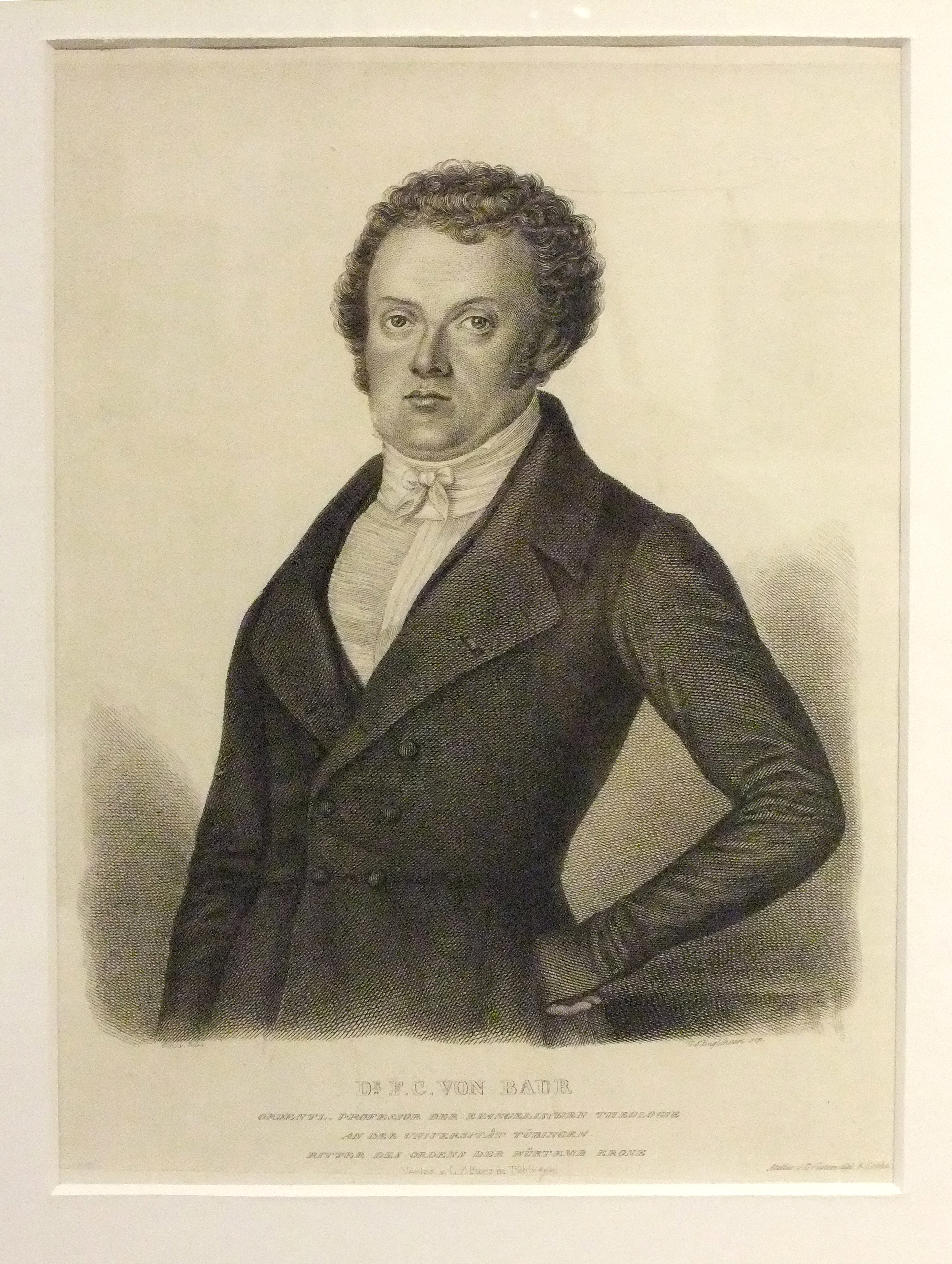
Dr. F. C. von Baur (Stahlstich von Christoph Friedrich Dörr, 1830er Jahre)

Ferdinand Christian Baur (* 21. Juni 1792 in Schmiden bei Fellbach; † 2. Dezember 1860 in Tübingen) war ein evangelischer Kirchen- und Dogmenhistoriker. Er führte die historisch-kritische Methode in die neutestamentliche Forschung ein und begründete an der Tübinger Universität die jüngere Tübinger Schule.

## Leben und Werk
Bereits während seiner Schulzeit am Gymnasium begann die Ausbildung Ferdinand Chr. Baurs zum Theologen. Von 1809 bis 1814 studierte er als Mitglied des „Evangelischen Stiftes“ in Tübingen. 1817 wurde er Professor für Alte Sprachen am evangelisch-theologischen Seminar zu Blaubeuren und 1826 ordentlicher Professor der Evangelischen Theologie an der Universität Tübingen. Nach Herausgabe seiner Symbolik und Mythologie, oder die Naturreligion des Altertums (Stuttgart 1824–1825, 3 Bände) bearbeitete er in epochemachender Weise die Gebiete der Dogmengeschichte, der kirchlichen Dogmatik und der biblischen Kritik.
Zuerst auf dem Standpunkt Friedrich Schleiermachers stehend, schloss er sich schon in seinen Schriften über Das manichäische Religionssystem (Tübingen 1831) und Die christliche Gnosis, oder die christliche Religionsphilosophie in ihrer geschichtlichen Entwickelung (Tübingen 1835) der Hegelschen Schule an. Er blieb ihr in seiner philosophierenden Behandlung der gesamten Kirchengeschichte treu.
Sein Sohn Albert Otto Baur wirkte ab 1864 als Privatdozent für Anatomie an der Universität in Erlangen und sein Sohn Ferdinand Baur (1825–1889) war ab 1874 Rektor des Tübinger Gymnasiums.

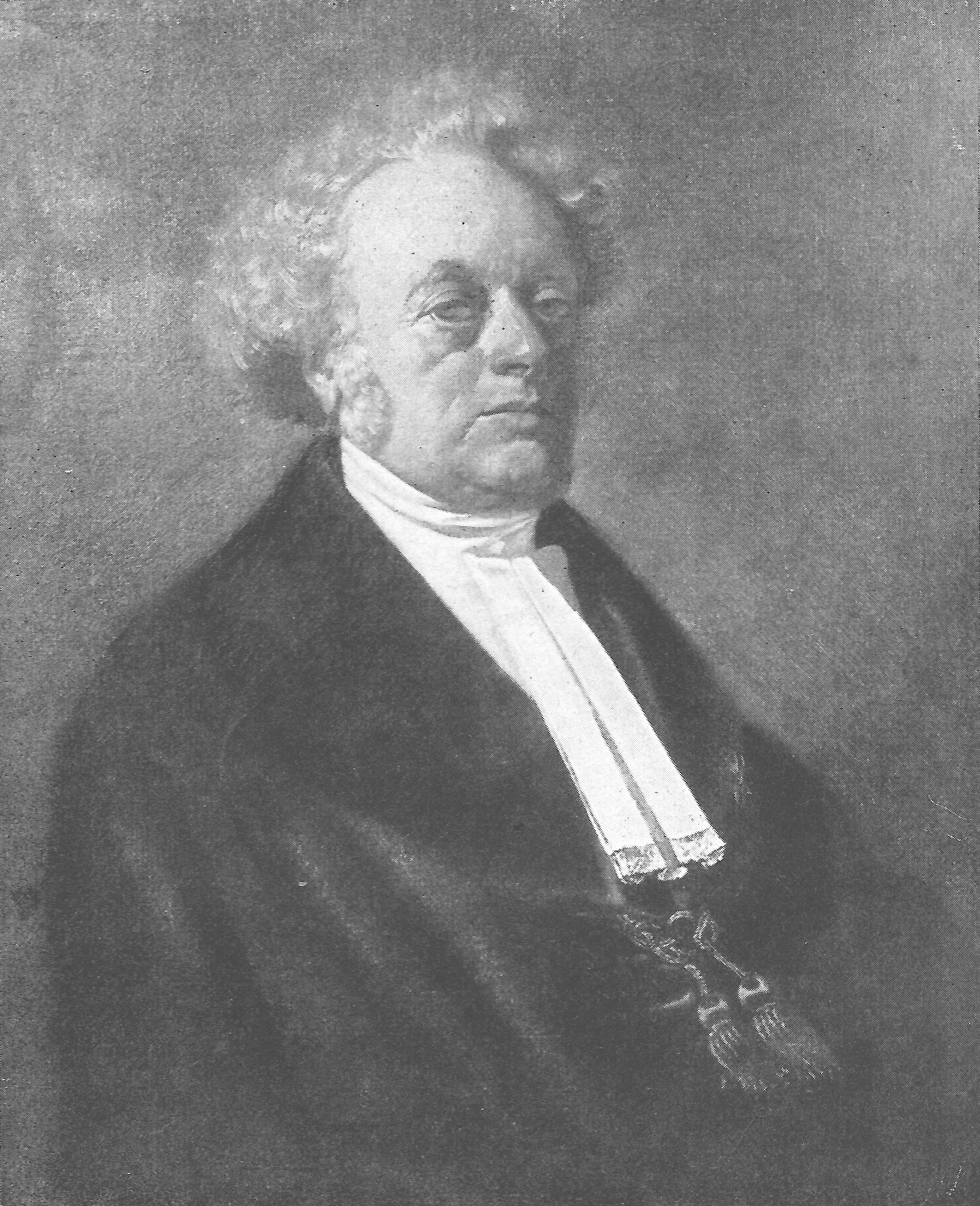
Ferdinand Christian Baur

## Dogmengeschichte und Dogmatik
Den eigentlichen Glanzpunkt seiner historischen Forschungen bildete speziell das dogmengeschichtliche Feld, teils in den beiden umfassenden Monographien Die christliche Lehre von der Versöhnung in ihrer geschichtlichen Entwickelung von der ältesten Zeit bis auf die neueste (Tübingen 1838), Die christliche Lehre von der Dreieinigkeit und Menschwerdung Gottes (Tübingen 1841–1843, 3 Bände), teils in seinem Lehrbuch der christlichen Dogmengeschichte (Stuttgart 1847, 3. Auflage 1867) und in seinen Vorlesungen über die christliche Dogmengeschichte (Leipzig 1865–1867, 3 Bände).
Das zweite Gebiet, auf dem Baur wirkte, war die Dogmatik im kirchlichen Sinn; er verteidigte den Lehrbegriff der evangelischen Kirche gegen Johann Adam Möhlers Symbolik in der Schrift Der Gegensatz des Katholizismus und Protestantismus (Tübingen 1833, 2. Auflage 1836).

## Geschichte des Urchristentums
Mit Vorliebe wandte er sich der Urgeschichte des Christentums zu. Er widersprach der Überzeugung, dass im apostolischen Zeitalter nur Frieden und Einheit geherrscht hätten, und suchte den Kampf zweier einander entgegengesetzter Richtungen nachzuweisen, eines jüdisch-gesetzlichen Messiasglaubens und des von Paulus eingeführten Prinzips der gesetzesfreien Weltreligion. Aus der Auseinandersetzung, in welcher beide Richtungen anderthalb Jahrhunderte lang miteinander begriffen gewesen seien, sei dann die katholische Kirche hervorgegangen; als Denkmäler dieses kirchenbildenden Prozesses seien unsere neutestamentlichen Schriften entstanden, meist im 2. Jahrhundert. Vor dem Jahr 70 seien lediglich die vier größeren Briefe des Paulus und die Offenbarung des Johannes entstanden.
Zusammengefasst sind die auf die Apostelgeschichte des Lukas und die Paulusbriefe sich beziehenden Untersuchungen in dem Werk Paulus, der Apostel Jesu Christi (Stuttgart 1845; 2. Auflage Leipzig 1867), seine die evangelische Überlieferung betreffenden Studien dagegen in den Kritischen Untersuchungen über die kanonischen Evangelien, ihr Verhältnis zueinander, ihren Ursprung und Charakter (Tübingen 1847), wozu als Nachtrag die Schrift Das Markus-Evangelium nach seinem Ursprung und Charakter (Tübingen 1851) kam.

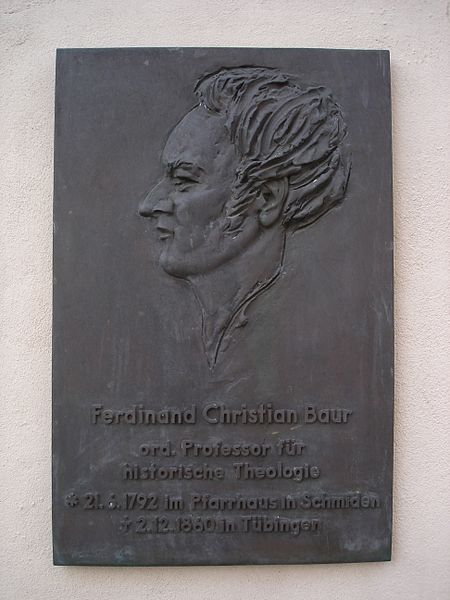
Gedenktafel am Geburtshaus in Fellbach-Schmiden

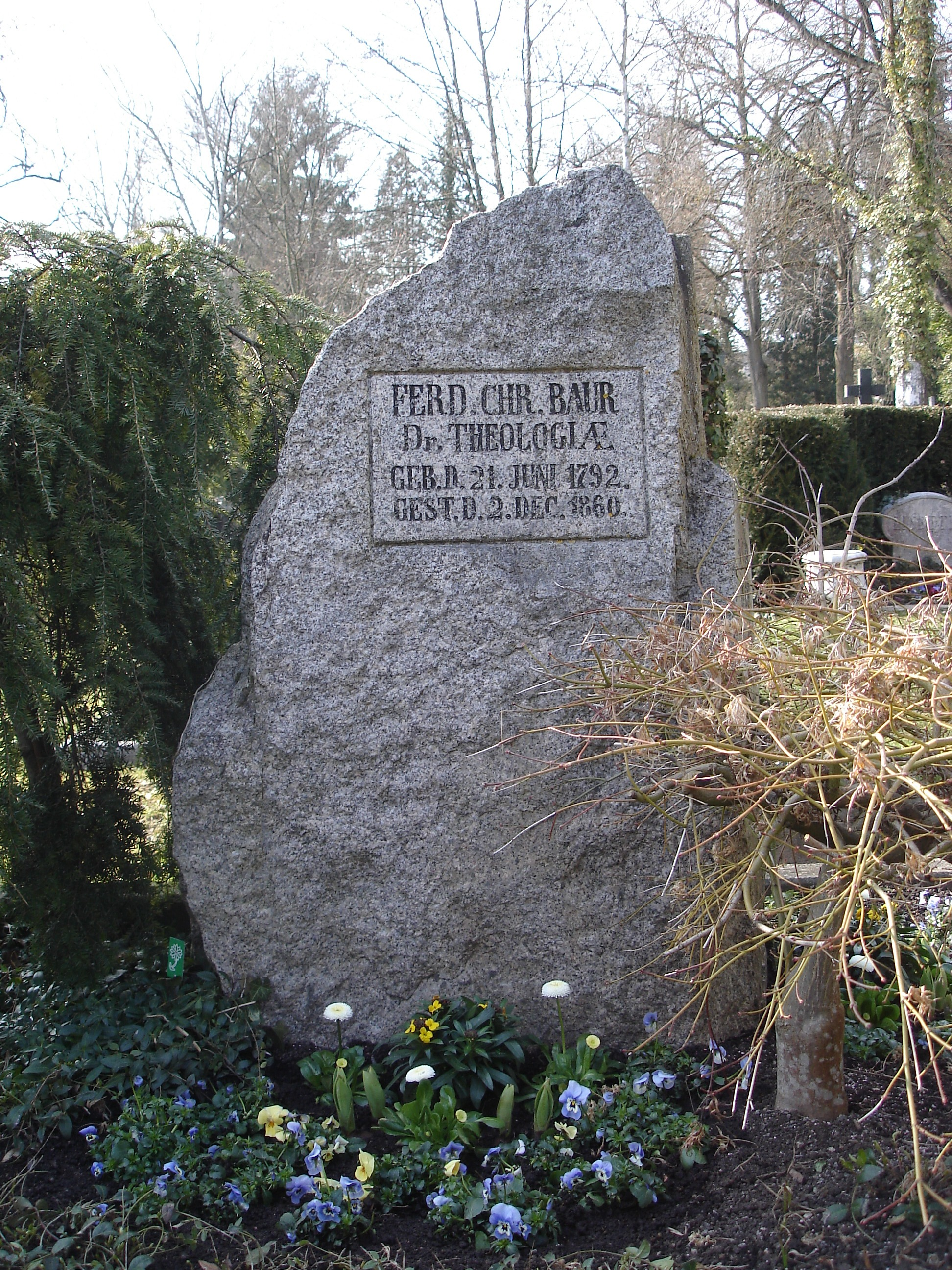
Grab in Tübingen

## Die Tübinger Schule
Die von Baur und seinen Schülern, wie Eduard Zeller, Albert Schwegler, Karl Reinhold von Köstlin, Adolf Hilgenfeld, verfolgte kritische Richtung, als deren Organ die Theologischen Jahrbücher von 1842 bis 1857 erschienen, wird als Tübinger Schule bezeichnet. Sie brach einer neuen Anschauung des Urchristentums Bahn, welche auf vielen Punkten anfechtbar, aber schon darum epochemachend war, weil sie erstmals die heute allgemein akzeptierten Regeln der Geschichtswissenschaft auf diesem Gebiet zur Anwendung brachte. Mit dem Tübinger Professorenkollegen Heinrich Ewald hatte Baur allerdings eine jahrelange Fehde auszutragen.

## Werke (Auswahl)
- Die Epochen der kirchlichen Geschichtschreibung, Tübingen 1852.
- Die Tübinger Schule und ihre Stellung zur Gegenwart, Fues-Verlag, Tübingen 1859 (Google Books).
- Geschichte der christlichen Kirche, Fünf Bände, Tübingen, L. Fr. Fues [Nachdruck: Leipzig 1969].
  - Erster Band: Das Christentum und die christliche Kirche der drei ersten Jahrhunderte, Tübingen 1853, 3. Auflage 1863.
  - Zweiter Band: Die christliche Kirche vom Anfang des vierten bis zum Ende des sechsten Jahrhunderts in den Hauptmomenten ihrer Entwicklung, Tübingen 1859 [zunächst separat], 1863.
  - Dritter Band: Die christliche Kirche des Mittelalters in den Hauptmomenten ihrer Entwicklung [nach dem Tode des Verfassers hrsg. von Ferdinand Friedrich Baur, Doctor der Philosophie, Professor am Gymnasium in Tübingen], Tübingen 1861, 2. Auflage 1869  (Google Books).
  - Vierter Band: Erste Periode: Vom Anfang der Reformation bis zum Anfang des achtzehnten Jahrhunderts, Zweite Periode: Das achtzehnte Jahrhundert, Tübingen 1863.
  - Fünfter Band: Kirchengeschichte des neunzehnten Jahrhunderts [nach des Verfassers Tod hrsg. von Eduard Zeller], Tübingen 1862; 2. Auflage 1877.

Moderne Werkausgaben
- Ferdinand Christian Baur: Ausgewählte Werke in Einzelausgaben. 5 Bde., hrsg. von Klaus Scholder, Frommann-Holzboog, Stuttgart-Bad Cannstatt 1963–1975, ISBN 978-3-7728-0040-5.
- Die frühen Briefe. Hrsg. von Carl E. Hester (= Contubernium, Bd. 38). Thorbecke, Sigmaringen 1993, ISBN 3-7995-3232-3.